# Mena (město na Ukrajině)
Mena (ukrajinsky i rusky Мена) je město v Černihivské oblasti na Ukrajině. K roku 2019 měla přes jedenáct tisíc obyvatel.

## Poloha
Mena leží na stejnojmenné řece, pravém přítoku Desny v povodí Dněpru. Po administrativně-teritoriální reformě v červenci 2020 patří do Korjukivského rajónu, do té doby bylo centrem Menského rajónu zhruba ve středu Černihivské oblasti. Od Černihivu, správního střediska oblasti, je vzdálena přibližně sedmdesát kilometrů východně.

## Dějiny
První zmínka o Meně je z roku 1408.
Za druhé světové války byla Mena od 8. září 1941 do 18. září 1943 obsazena německou armádou.
Od roku 1966 má Mena status města.

### Rodáci
- Dvora Necerová (1897–1989), izraelská politička
- Iryna Melnyková (1918–2010), ukrajinská historička